# Française de mécanique
Française de Mécanique – francuska firma specjalizująca się w masowej produkcji silników samochodowych. Utworzona w 1969 r. jako wspólne przedsięwzięcie firm Renault i Peugeot, z których każdy z założycieli początkowo posiadał po 50% udziałów. Od 2013 r. jest spółką całkowicie zależną od Grupy PSA.
Ogólna produkcja firmy wynosi prawie 1,6 miliona silników co stanowi prawie 5% światowej produkcji silników spalinowych montowanych w nowych pojazdach różnych marek. Firma zatrudnia ponad 3000 osób. Główny zakład produkcyjny znajduje się w miejscowości Douvrin w Regionalnej Strefie Przemysłowej Artois-Flanders. 

## Produkcja (historyczna i bieżąca)
- Silniki serii ZDJ/ZEJ (Douvrin) pojemności od 1995 do 2165 cm3, montowane w samochodach:
  - Citroen: CX;
  - Peugeot: 505;
  - Simca: Type 180;
  - Renault: 18, 20, 21, 25, Espace, Fuego, Safrane, Trafic;
- Silniki serii TU/TUD pojemności od 954 do 1587 cm3, montowane w samochodach:
  - Citroen: AX, BX, Saxo, C2, C3, C4, Berlingo, Nemo i Xsara Picasso;
  - Peugeot: 106, 205, 007, 206 i 206+, 207, 307, 308, Bipper i Partner;
  - Fiat: Fiorino;
- Silniki serii DW (diesel) pojemności 1398 cm3, montowane w samochodach:
  - Peugeot: 107, 1007, 206 i 206+, 207, 307, 308 i Bipper;
  - Citroen: C1, C2, C3, C3 Plural i Nemo;
  - Toyota: Aygo;
- Silniki serii EP pojemności od 1397 do 1598 cm3, w wersji wolnossącej i turbo montowane w samochodach:
  - Citroën: C3 Picasso, C4 Sedan i Picasso;
  - Peugeot: 207, 308 SW, 3008 i 5008;
  - Mini;
- Silniki serii D pojemności 1149 cm3, montowane w samochodach:
  - Renault: Modus, Clio, nowe Twingo i Kangoo;
  - Dacia: Sandero i Logan;
- Silniki serii EB Turbo PureTech, w wersji benzynowej, 1199 cm3

## Historia
- 1969 r.: Utworzenie firmy
- 1971 r.: Rozpoczęcie działalności odlewniczej
- 1972 r.: Rozpoczęcie produkcji silników serii X
- 1974 r.: Rozpoczęcie produkcji silników serii V6 PRV
- 1977 r.: Rozpoczęcie produkcji silników serii ZDJ/ZEJ (Douvrin)
- 1986 r.: Rozpoczęcie produkcji silników serii TU
- 1990 r.: Rozpoczęcie produkcji silników serii TUD
- 1996 r.: Rozpoczęcie produkcji silników serii D
- 1996 r.: Rozpoczęcie produkcji silników serii V6 ESL
- 2001 r.: Rozpoczęcie produkcji silników serii DW
- 2003 r.: Zakończenie działalności odlewniczej
- 2006 r.: Rozpoczęcie produkcji silników serii EP
- 2010 r.: Rozpoczęcie produkcji wariantu silnika serii EP o mocy 200 koni mechanicznych
- 2013 r.: Rozpoczęcie produkcji silników serii EB 1,2l 3 cylindry turbo (EB2DT)[4]